# Pluto a des envies
Pour plus de détails, voir Fiche technique et Distribution.
Pluto a des envies (Bone Trouble) est un court métrage d'animation américain réalisé par Jack Kinney et produit par les studios Disney, avec Pluto, sorti le 28 juin 1940.

## Synopsis
La gamelle de Pluto est vide, alors que celle Butch le bouledogue contient un os, ce qui va inciter le fidèle compagnon de Mickey à tenter de s'en emparer tandis que le molosse dort.

## Fiche technique
- Titre original : Bone Trouble
- Titre français : Pluto a des envies
- Série : Pluto
- Réalisation : Jack Kinney
- Scénario : Carl Barks
- Animation : Reuben Timmins et John Lounsbery
- Musique : Frank Churchill et Paul J. Smith
- Production : Walt Disney
- Société de production : Walt Disney Productions
- Sociétés de distribution : RKO Radio Pictures et Buena Vista Pictures
- Format : Couleur (Technicolor) - 1,37:1 - Son mono (RCA Photophone)
- Durée : 8 min
- Langue :  Anglais
- Pays de production :  États-Unis
- Date de sortie :
  - États-Unis : 28 juin 1940[1]

## Voix originales
- Lee Millar : Pluto
- Billy Bletcher : Butch le bouledogue

## À noter
- C'est le second film réalisé par Jack Kinney[1]. Deuxième court-métrage de la série Pluto (après Les Quintuplés de Pluto en 1937), il bénéficie d'un nouveau générique musical qui sera repris  (en version courte) pour tous les autres films de la série.